# Dariusz Pawlusiński
Dariusz Pawlusiński (ur. 24 listopada 1977 w Będzinie) – polski piłkarz grający na pozycji pomocnika. Wychowanek Odry Wodzisław Śląski, obecnie zawodnik Unii Turza Śląska.
Do Cracovii przyszedł w 2005 roku z GKS-u Bełchatów. Wcześniej występował również w Rymerze Niedobczyce, Włókniarzu Kietrz i Groclinie w którego barwach 28 lipca 2001 roku zadebiutował w pierwszej lidze w spotkaniu ze Śląskiem Wrocław. W grudniu 2010 odszedł z Cracovii do klubu LKS Nieciecza, który występuje w 1 lidze (jest beniaminkiem rozgrywek). W latach 2014–2016 był zawodnikiem Rakowa Częstochowa. W latach 2016-2025 był zawodnikiem Unii Turza Śląska. Od stycznia 2025 jest zawodnikiem Interu Krostoszowice.
Mieszka w Wodzisławiu Śląskim.